# Margaret Pomeranz
Margaret Pomeranz (Sídney, 15 de julio de 1944), nacida como Margeret Anne Jones-Owen, es una crítica de cine, escritora, productora y personalidad televisiva australiana.

## Biografía
Pomeranz nació como Margeret Anne Jones-Owen el 15 de julio de 1944 en Waverley, un suburbio de Sídney.
Estudió en el Presbyterian Ladies' College de Sídney, en Croydon, en la entonces recién inaugurada Universidad Macquarie, donde se licenció en Filología Alemana y Psicología Social, y en el Playwright's Studio del Instituto Nacional de Arte Dramático (NIDA).
Entre sus estudios, pasó dos años y medio en Viena, donde trabajó como redactora para The Bulletin y ABC Rural Radio. Escribió reportajes sobre temas como las ventas australianas a los agricultores húngaros y los efectos de la mala cosecha de trigo en Rusia.

## Trayectoria
Pomeranz se incorporó al Special Broadcasting Service (SBS) en 1980 como guionista y productora, trabajando en programas de televisión como Front Up, Subsonics y los premios AFI e IF.

### Con David Stratton
Fue nombrada productora de las presentaciones de películas de David Stratton. Junto con Stratton, presentó el programa de televisión de larga duración de la SBS The Movie Show desde el 30 de octubre de 1986 hasta 2004. A partir del 1 de julio de 2004 apareció en la versión del programa de la Australian Broadcasting Corporation (ABC), At the Movies, de nuevo con Stratton, que concluyó el 9 de diciembre de 2014.
Dos artículos que analizaban sus críticas en la SBS y en la ABC mostraron que Stratton era en general un crítico ligeramente más duro que Pomeranz. En la SBS, ambos sólo dieron cinco estrellas a cuatro películas: Evil Angels (1988), Return Home (1990), The Piano (1993) y Lantana (2001). En la ABC, ambos sólo dieron cinco estrellas a seis películas: Brokeback Mountain (2005), Buenas noches y buena suerte (2005), No es país para viejos (2007), Sansón y Dalila (2009), Una separación (2011) y Amour (2012). Discreparon especialmente en Romper Stomper (David se negó a puntuarla por la violencia racista de la película), The Castle (1997), Last Train to Freo (2006), Human Touch (2004) y Kenny (2006), y Stratton concedió menos estrellas que Pomeranz en todas menos en Human Touch.

### Otras actividades
Además de crítica, Pomeranz es también activista contra la censura. Fue una de las asistentes más destacadas y fue detenida brevemente por la policía en un intento de proyección de protesta en 2003 de la controvertida película Ken Park, prohibida en Australia. En varias ocasiones ha criticado a la Oficina Australiana de Clasificación de Películas y Literatura (actualmente Junta de Clasificación Australiana), el organismo de censura australiano. También se ha manifestado en contra de las productoras que se niegan a ofrecer proyecciones previas a los críticos.
El 29 de enero de 2015, se anunció que Pomeranz había firmado con Foxtel para presentar programas de cine y televisión en Foxtel Arts, junto con Graeme Blundell, en una nueva serie llamada Screen.
Screen dejó de producirse en 2020, y los episodios anteriores están disponibles en YouTube.
Pomeranz ha aparecido regularmente en The Weekly with Charlie Pickering como crítico invitado dando reseñas humorísticas de programas de televisión, como Married at First Sight,Below Deck, y Love in the Jungle.

## Premios y reconocimientos
Pomeranz fue nombrado miembro de la Orden de Australia en el marco del Día de Australia de 2005.
En 2015, Pomeranz y Stratton fueron nombrados patronos del Festival de Cine Francés de Australia.
El 13 de abril de 2016, Pomeranz y Stratton recibieron sendos doctorados honoris causa (Doctor of Letters) en la Universidad Macquarie, por su contribución a la industria cinematográfica.
En 2017, Pomeranz se convirtió en la primera mujer en ser honrada con una estrella en el Paseo de la Fama de Winton durante el Festival de Cine The Vision Splendid Outback en Winton (Queensland).
Pomeranz y Stratton recibieron el Premio Don Dunstan en 2018 y ambos son patronos del Festival de Cine de Adelaida.
En mayo de 2023, Pomeranz recibió un doctorado honoris causa (en Letras) de la Universidad de Sídney "por su impacto en la cultura popular, el cine y las artes escénicas".

## Cameos
Pomeranz tuvo un papel no acreditado en la película de 1994 Las aventuras de Priscilla, reina del desierto, como madre de Adam.
También ha aparecido como ella misma en varios programas y promociones de comedia australianos, entre ellos:
- Película cómica australiana de 1993 Hercules Returns.
- El programa de comedia australiano Full Frontal en un episodio de 1995.
- Un episodio de 2000 del programa de comedia australiano Pizza, conocido por sus cameos de famosos.
- Choose Your Own Adventure (2009) de Lawrence Leung, donde ella y David Stratton revisan el intento de Lawrence Leung de establecer un récord mundial para resolver el cubo de Rubik mientras hace paracaidismo, mientras están sentados en el lugar de aterrizaje en sus característicos sillones.
- Un vídeo de 2010 promocionando el nuevo equipo de desayunos de Triple J, formado por Tom Ballard y Alex Dyson, en el que ella se une a los dos hombres para «satisfacer al público femenino».

## Vida personal
Se casó con Hans Pomeranz.